# Salvatore Monaco (calciatore 1992)
Salvatore Monaco (Napoli, 15 agosto 1992) è un calciatore italiano, difensore del Livorno.

## Biografia
È figlio di Gennaro Monaco, ex calciatore, 56 presenze in Serie B con le maglie di Empoli, Casertana e Catania tra 1988 e 2003.

## Caratteristiche tecniche
Di ruolo difensore centrale, la sua dote principale è la forza fisica, grazie all'altezza, 194 cm.

## Carriera

### Club

#### Inizi
Nato a Napoli, inizia la carriera con il Cecchina, provincia di Roma, in Eccellenza Lazio. Gioca 32 volte segnando 2 gol, arrivando al 14º posto, ottenendo la salvezza ai play-out contro la Foglianese. La stagione successiva sale in Serie D, al Budoni, allora provincia di Olbia-Tempio, ottenendo 30 presenze e 1 rete, arrivando 5º, perdendo in semifinale play-off con il Città di Marino. Nella stessa stagione gioca il Torneo di Viareggio con la Rappresentativa Serie D, arrivando ai quarti di finale, persi con la Roma.

#### Casale
Nella stagione 2012-2013 va a giocare per la prima volta tra i professionisti, al Casale, in Lega Pro Seconda Divisione. Debutta il 9 settembre 2012, nella gara di campionato della seconda giornata, persa per 5-2 sul campo del Savona, nella quale entra al 33' e viene espulso al 64'. Gioca 28 volte, arrivando 17º, con conseguente retrocessione in Serie D. I nerostellati vengono inoltre esclusi dalla massima serie dilettantistica e ripartono dalla Promozione.

#### Arzanese
Rimasto senza squadra per tre mesi, ad ottobre 2013 torna nelle sue zone native, all'Arzanese, sempre in Lega Pro Seconda Divisione. Esordisce il 27 ottobre, giocando titolare nella sconfitta interna per 3-2 contro il Castel Rigone in campionato, nona giornata. Ottiene 11 presenze, arrivando 12º, perdendo la finale play-out contro il Tuttocuoio e retrocedendo in Serie D.

#### Taranto, Grosseto e Arezzo
Ad agosto 2014 firma con il Taranto, in Serie D, squadra dove aveva giocato anche il padre. Disputa soltanto una gara, il 10 agosto, la sconfitta per 5-1 in trasferta contro il Venezia nel 1º turno di Coppa Italia nella quale è titolare. Nelle ultime ore dell'ultimo giorno di calciomercato estivo, il 1º settembre 2014 si accorda con il Grosseto, in Lega Pro. Debutta l'8 novembre, alla dodicesima di campionato, entrando all' 81' del successo casalingo per 3-0 contro il Savona. Segna il primo e unico gol il 7 dicembre, realizzando l'1-0 all'8' nella vittoria interna per 2-1 sul San Marino in Lega Pro. Gioca 23 volte segnando 1 gol, arrivando 11º. I maremmani non si iscrivono alla successiva Lega Pro, ripartendo dalla Serie D. Nell'estate 2015 passa all'Arezzo, sempre in Lega Pro. Esordisce il 2 agosto, nel 1º turno di Coppa Italia, perso 2-0 in trasferta contro L’Aquila, gara nella quale gioca titolare. La prima in campionato la gioca sempre contro gli aquilani alla seconda giornata, il 13 settembre, perdendo anche stavolta, per 1-0 in casa, anche in questo caso partendo titolare. Rimane in amaranto mezza stagione, ottenendo 14 presenze.

#### Perugia e prestito alla Salernitana
A gennaio 2016 sale in Serie B, al Perugia. Debutta tra i cadetti il 26 marzo, entrando all'85' della partita vinta dai grifoni per 1-0 sul campo della Virtus Lanciano. In 6 mesi gioca 3 volte. Nella stagione successiva segna il primo gol con il Perugia e in Serie B, realizzando l'1-0 al 24' nel successo casalingo per 3-0 sull'Avellino del 9 ottobre. Chiude la stagione con 33 presenze e 1 rete, contribuendo al raggiungimento del quarto posto dei grifoni biancorossi qualificatisi per la semifinale play-off persa contro il Benevento, poi promosso in Serie A.
Nel 2017-2018 segna il gol del provvisorio 3-1 nel successo per 4-2 contro il Pescara.
Il 31 gennaio 2018 viene ceduto in prestito alla Salernitana.

#### Cosenza, ritorno al Perugia e trasferimento al Padova
Nel luglio 2019 viene ceduto in prestito al Cosenza, in Serie B. Colleziona 22 presenze in campionato. Fa ritorno al Perugia per la stagione 2020-2021, nella quale i grifoni chiudono in testa il campionato di serie C e conquistano la promozione diretta in B; Monaco contribuisce con 23 presenze e una rete in campionato. Per il 2021-2022 sigla un contratto biennale con il Padova  e nel suo prima campionato con i biancoscudati colleziona 30 presenze e una rete. Al termine della stagione rifiuta il trasferimento a un'altra squadra e viene messo fuori rosa.

#### Potenza e Catania
Il 16 settembre 2023 firma da svincolato con il Potenza.
Il 17 gennaio 2024 viene ceduto al Catania.

## Statistiche

### Presenze e reti nei club
Statistiche aggiornate al 2 settembre 2024.
| Stagione        | Squadra         | Campionato      | Campionato | Campionato | Coppe nazionali | Coppe nazionali | Coppe nazionali | Coppe continentali | Coppe continentali | Coppe continentali | Altre coppe | Altre coppe | Altre coppe | Totale | Totale | Totale |
| Stagione        | Squadra         | Comp            | Pres       | Reti       | Comp            | Pres            | Reti            | Comp               | Pres               | Reti               | Comp        | Pres        | Reti        | Pres   | Reti   |        |
| --------------- | --------------- | --------------- | ---------- | ---------- | --------------- | --------------- | --------------- | ------------------ | ------------------ | ------------------ | ----------- | ----------- | ----------- | ------ | ------ | ------ |
| 2010-2011       | Cecchina        | Ecc.            | 32         | 2          | CI-D            | 0               | 0               | -                  | -                  | -                  | -           | -           | -           | 32     | 2      |        |
| 2011-2012       | Budoni          | D               | 30         | 1          | CI-D            | 0               | 0               | -                  | -                  | -                  | -           | -           | -           | 30     | 1      |        |
| 2012-2013       | Casale          | 2D              | 28         | 0          | CI-LP           | 3               | 0               | -                  | -                  | -                  | -           | -           | -           | 31     | 0      |        |
| 2013-2014       | Arzanese        | 2D              | 10         | 0          | -               | -               | -               | -                  | -                  | -                  | -           | -           | -           | 10     | 0      |        |
| ago. 2014       | Taranto         | D               | 0          | 0          | CI              | 1               | 0               | -                  | -                  | -                  | -           | -           | -           | 1      | 0      |        |
| set. 2014-2015  | Grosseto        | LP              | 23         | 1          | -               | -               | -               | -                  | -                  | -                  | -           | -           | -           | 23     | 1      |        |
| 2015-gen. 2016  | Arezzo          | LP              | 13         | 0          | CI+CI-LP        | 1+0             | 0               | -                  | -                  | -                  | -           | -           | -           | 14     | 0      |        |
| gen.-giu. 2016  | Perugia         | B               | 3          | 0          | -               | -               | -               | -                  | -                  | -                  | -           | -           | -           | 3      | 0      |        |
| 2016-2017       | Perugia         | B               | 30         | 1          | CI              | 3               | 0               | -                  | -                  | -                  | -           | -           | -           | 33     | 1      |        |
| 2017-2018       | Perugia         | B               | 18         | 1          | CI              | 2               | 0               | -                  | -                  | -                  | -           | -           | -           | 20     | 1      |        |
| gen.-giu. 2018  | Salernitana     | B               | 14         | 0          | CI              | 0               | 0               | -                  | -                  | -                  | -           | -           | -           | 14     | 0      |        |
| 2018-2019       | Perugia         | B               | 0          | 0          | CI              | 1               | 0               | -                  | -                  | -                  | -           | -           | -           | 1      | 0      |        |
| 2019-2020       | Cosenza         | B               | 22         | 0          | CI              | 1               | 0               | -                  | -                  | -                  | -           | -           | -           | 23     | 0      |        |
| 2020-2021       | Perugia         | C               | 24         | 1          | CI              | 0               | 0               | -                  | -                  | -                  | SC-C        | 1           | 0           | 25     | 1      |        |
| Totale Perugia  | Totale Perugia  | Totale Perugia  | 75         | 3          |                 | 6               | 0               |                    | -                  | -                  |             | 1           | 0           | 82     | 3      |        |
| 2021-2022       | Padova          | C               | 31+2       | 1          | CI-C            | 6               | 0               | -                  | -                  | -                  | -           | -           | -           | 39     | 1      |        |
| 2022-2023       | Padova          | C               | -          | -          | CI-C            | 3               | 1               | -                  | -                  | -                  | -           | -           | -           | 3      | 1      |        |
| Totale Padova   | Totale Padova   | Totale Padova   | 33         | 1          |                 | 9               | 1               |                    | -                  | -                  |             | -           | -           | 42     | 2      |        |
| 2023-gen. 2024  | Potenza         | C               | 6          | 1          | CI-C            | 0               | 0               | -                  | -                  | -                  | -           | -           | -           | 6      | 1      |        |
| gen.-giu 2024   | Catania         | C               | 12+4       | 0          | CI-C            | 4               | 1               | -                  | -                  | -                  | -           | -           | -           | 20     | 1      |        |
| 2024-2025       | Catania         | C               | 0          | 0          | CI+CI-C         | 1+0             | 0               | -                  | -                  | -                  | -           | -           | -           | 1      | 0      |        |
| Totale Catania  | Totale Catania  | Totale Catania  | 12+4       | 0          |                 | 5               | 1               |                    | -                  | -                  |             | -           | -           | 21     | 1      |        |
| Totale carriera | Totale carriera | Totale carriera | 296+6      | 9          |                 | 26              | 2               |                    | -                  | -                  |             | 1           | 0           | 329    | 11     |        |

## Palmarès

### Club

#### Competizioni nazionali
- Serie C: 1

Perugia: 2020-2021 (girone B)
- Coppa Italia Serie C: 2

Padova: 2021-2022
Catania: 2023-2024